# 3. deild Wysp Owczych (1996)
W roku 1996 odbyła się 20. edycja 3. deild Wysp Owczych – trzeciej ligi piłki nożnej Wysp Owczych. W rozgrywkach brało udział 10 klubów z całego archipelagu. Klub z pierwszego miejsca awansował do 2. deild. W sezonie 1996 był to: Royn Hvalba, drugi zaś musiał rozegrać baraż o awans do ligi wyższej. B36 II Tórshavn wygrał dwumecz ze Skála ÍF i przeszedł do 2. deild. Klub z ostatniego miejsca spadał do 4. deild, a w roku 1996 był to Æsir Vestmanna. Przedostatni klub uzyskiwał prawo do gry w barażach, które KÍ III Klaksvík zwyciężył.

## Uczestnicy
| Uczestnicy 3. deild Wysp Owczych 1995                                                                         | Uczestnicy 3. deild Wysp Owczych 1995 | Uczestnicy 3. deild Wysp Owczych 1995 | Uczestnicy 3. deild Wysp Owczych 1995 |
| --- | ------------------------------------- | ------------------------------------- | ------------------------------------- |
| B71II | B71 II Sandoy                         | 3                                     |                                       |
| NSÍII | NSÍ II Runavík                        | 4                                     |                                       |
| B36II | B36 II Tórshavn                       | 5                                     |                                       |
| ÍF II | ÍF II Fuglafjørður                    | 6                                     |                                       |
| Æsir | Æsir Vestmanna                        | 7                                     |                                       |
| HBIII | HB III Tórshavn                       | 8                                     |                                       |
| KÍ III | KÍ III Klaksvík                       | 9                                     |                                       |
| Spadek z 2. deild Wysp Owczych 1995                                                                           |                                       |                                       |                                       |
| Royn | Royn Hvalba                           | 9                                     |                                       |
| GÍ II | GÍ II Gøta                            | 10                                    |                                       |
| Awans z 4. deild Wysp Owczych 1995                                                                            |                                       |                                       |                                       |
| Fram | Fram Tórshavn                         |                                       |                                       |
| Oznaczenia: - kolumna pierwsza – skróty nazw drużyn, - kolumna trzecia – miejsce zajęte w poprzednim sezonie. |                                       |                                       |                                       |

## Tabela ligowa
| Lp. | Drużyna             | M  | Z  | R | P  | Bramki | Bramki | Różn. | Pkt | Uwagi              |
| --- | ------------------- | -- | -- | - | -- | ------ | ------ | ----- | --- | ------------------ |
| 1   | Royn Hvalba (M) (A) | 16 | 12 | 3 | 1  | 55     | 15     | +40   | 39  | Awans do 2. deild  |
| 2   | B36 II Tórshavn (A) | 16 | 10 | 5 | 1  | 60     | 12     | +48   | 35  | Baraże o 2. deild  |
| 3   | GÍ II Gøta          | 16 | 11 | 2 | 3  | 61     | 23     | +38   | 35  |                    |
| 4   | NSÍ II Runavík      | 16 | 8  | 3 | 5  | 50     | 37     | +13   | 27  |                    |
| 5   | ÍF II Fuglafjørður  | 16 | 8  | 0 | 8  | 57     | 40     | +17   | 24  |                    |
| 6   | HB III Tórshavn     | 16 | 6  | 2 | 8  | 50     | 44     | +6    | 20  |                    |
| 7   | B71 II Sandoy       | 16 | 4  | 1 | 11 | 24     | 53     | −29   | 13  |                    |
| 8   | Fram Tórshavn       | 16 | 3  | 0 | 13 | 17     | 60     | −43   | 9   |                    |
| 9   | KÍ III Klaksvík     | 16 | 2  | 0 | 14 | 17     | 107    | −90   | 6   | Baraże o 3. deild  |
| 10  | Æsir Vestmanna (S)  | 0  | 0  | 0 | 0  | 0      | 0      | 0     | 0   | Drużyna rozwiązana |